# Tommy James & the Shondells

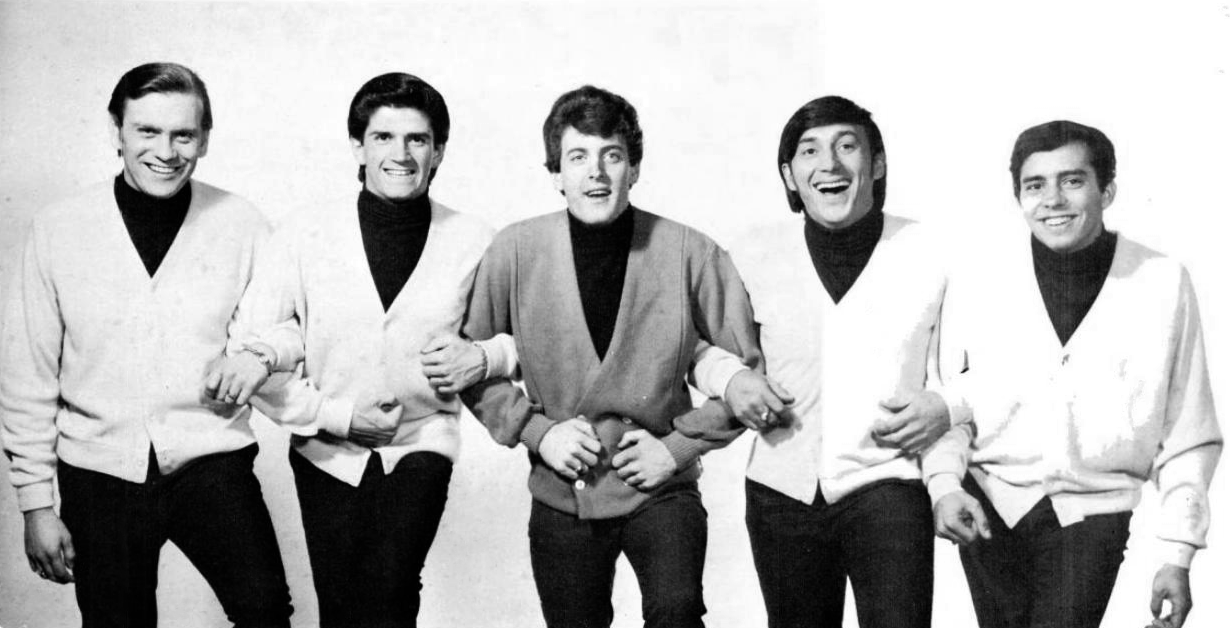
Tommy James & the Shondells, 1967.

Tommy James & the Shondells var en amerikansk popgrupp bildad år 1964 I Dayton, Ohio av Tommy James. Gruppen spelade konventionell popmusik i en tid då rockmusiken var i stor förändring och många artister satsade på utveckling av musiken. De ansågs därför spela enkel bubblegum-pop, och det skulle dröja fram till 1980-talet innan deras musik blev respekterad då flera stora artister, till exempel Billy Idol gjorde covers på deras låtar.
Tommy James själv var redan med i en löst sammansatt grupp bildad i början på 1960-talet, de kallade sig då bara The Shondells. Gruppen bestod av hans skolkompisar Larry Coverdale (gitarr), Craig Villeneuve (piano), Larry Wright (elbas), och Jim Payne (trummor). 
År 1963 fick gruppen kontakt med ett större skivbolag och släppte år 1964 singelskivan "Hanky Panky", en låt ursprungligen lanserad av tjejgruppen The Raindrops. Låten blev en stor hit år 1966. Tommy James hade blivit tvungen att rekrytera ett nytt Shondelles då låten "Hanky Panky" åter oväntat hade blivit populär. Detta berodde på att en DJ i Pittsburgh hittat en kopia av singelskivan i en papperskorg och sedan börjat spela den på olika tillställningar, låten blev ofta efterfrågad.
De nya Shondells blev gruppen the Raconteurs, som bestod av Joe Kessler (gitarr), Ron Rosman (keyboard), George Magura (saxofon), Mike Vale (elbas), och Vinnie Pietropaoli (trummor). Pietropaoli, Magura och Kessler blev dock inte långvariga i gruppen och snabbt tog Eddie Gray över på gitarr, och Peter Lucia blev ny trummis. Ingen ersatte Magura på saxofon.
Från och med 1967 fram till 1969 hade gruppen ett flertal listplacerade singlar i USA. Bland dessa kan nämnas "I Think We're Alone Now", "Mirage" (1967), och "Mony Mony" (1968) gruppens kändaste hit I Europa. Att låten hette som den gjorde berodde på att Tommy James då han skrev låten såg en skylt där det stod: Municipality Of New York (MONY) som fanns utanför fönstret till hans arbetsplats. Den betydligt lugnare och mognare "Crimson and Clover" följde samma och blev även den en hit som toppade Billboard Hot 100.
År 1969 kom låtarna "Crystal Blue Persuasion", "Ball of Fire" och "Sweet Cherry Wine". Gruppen släppte efter det ett album som knappast liknade tidigare material, Cellophane Symphony. Musiken var väldigt lik den som Pink Floyd spelade.
Tommy James & the Shondells bröt upp året därpå, helt enkelt för att man tyckte det var dags att ta en paus efter fyra års hårt arbete. Tommy James inledde en tidvis framgångsrik solokarriär. 

## Diskografi, album
- Hanky Panky (1966)
- It's Only Love (1967)
- Come Softly to Me (1967)
- I Think We're Alone Now (1967)
- Gettin' Together (1968)
- Something Special (1968)
- Crimson & Clover (1968) med låten I'm Alive
- Mony Mony (1968)
- Cellophane Symphony (1969)
- Travelin (1970)